# Verrens-Arvey
Verrens-Arvey ist eine französische Gemeinde mit 958 Einwohnern (Stand: 1. Januar 2022) im Département Savoie in der Region Auvergne-Rhône-Alpes. Verrens-Arvey gehört zum Kanton Albertville-2 im Arrondissement Albertville und ist Mitglied im Gemeindeverband Arlysère.

## Geografie
Verrens-Arvey liegt etwa 32 Kilometer ostnordöstlich von Chambéry und etwa sechs Kilometer westsüdwestlich von Albertville. Im Westen der Gemeinde entspringt der Chéran. Umgeben wird Verrens-Arvey von den Nachbargemeinden Plancherine im Norden, Mercury im Nordosten, Gilly-sur-Isère im Osten, Tournon im Südosten, Frontenex und Cléry im Süden sowie Jarsy im Westen. Die Gemeinde liegt innerhalb des Regionalen Naturparks Massif des Bauges.

## Bevölkerungsentwicklung

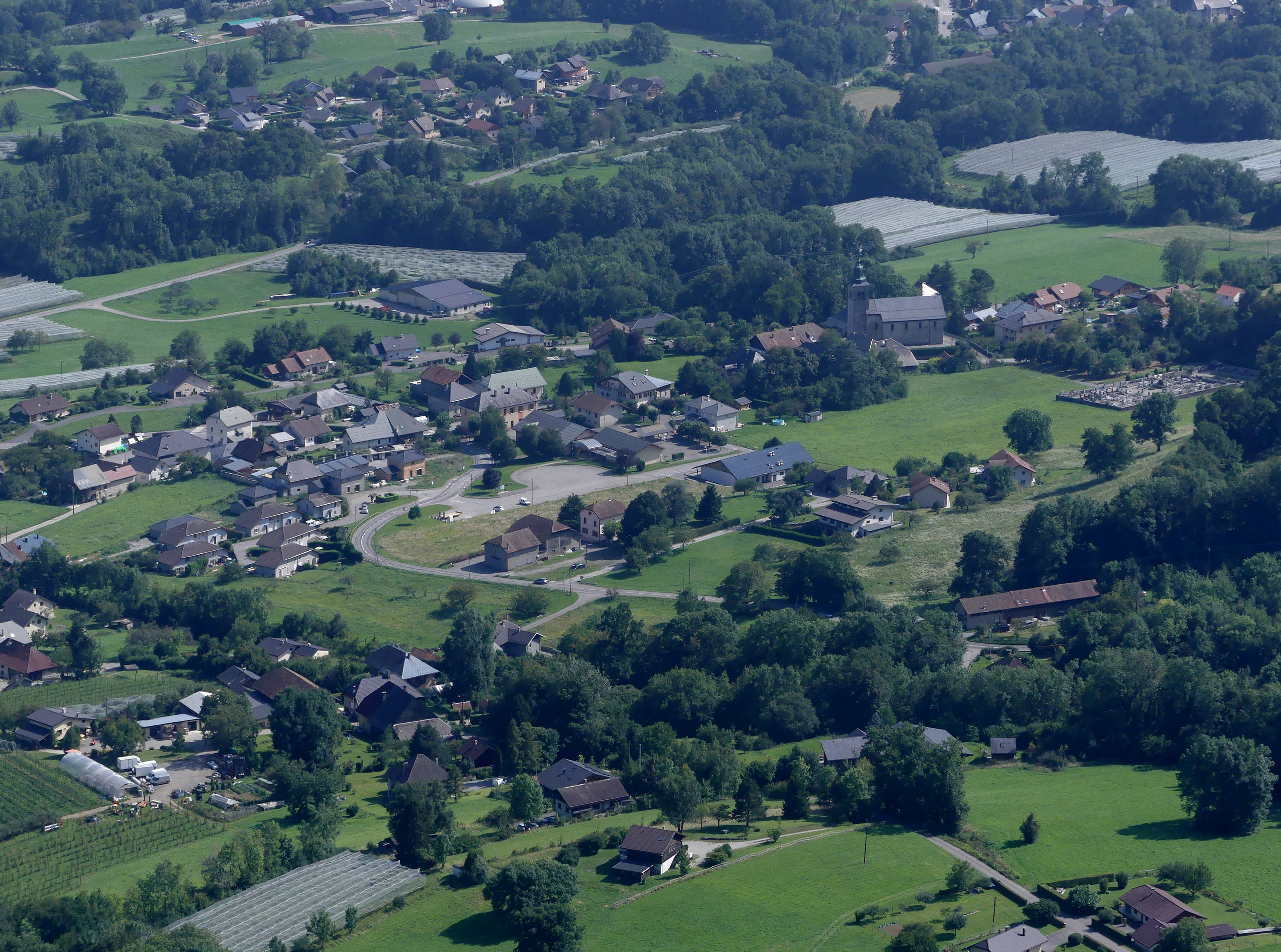
Luftbild

| Jahr                       | 1954 | 1962 | 1968 | 1975 | 1982 | 1990 | 1999 | 2006 | 2018 |
| -------------------------- | ---- | ---- | ---- | ---- | ---- | ---- | ---- | ---- | ---- |
| Einwohner                  | 391  | 370  | 371  | 346  | 442  | 546  | 574  | 703  | 1073 |
| Quellen: Cassini und INSEE |      |      |      |      |      |      |      |      |      |